# Niles Fitch
Niles Fitch, né le 12 juillet 2001 à Atlanta, en Géorgie aux États-Unis, est un acteur de cinéma et de télévision américain.

## Biographie

### Carrière
Niles Fitch naît à Atlanta, en Géorgie aux États-Unis. Il obtient son premier rôle au cinéma en 2014 dans le film St. Vincent.
En 2016, Fitch obtient un rôle dans la série This Is Us. Il joue la version adolescente de Randall Pearson, interprété dans sa version adulte par Sterling K. Brown. Fitch devient un acteur régulier de la série en saison 2.
Flitch apparaît dans le film Société secrète de la royauté, film Disney+ sorti en 2020.
En août 2020 il obtient l'un des rôles principaux dans le film The Fallout, aux côtés notamment de Jenna Ortega.

## Filmographie

### Cinéma
- 2014 : St. Vincent de Theodore Melfi : Brooklyn
- 2017 : L'Affaire Roman J. de Dan Gilroy : Langston Bailey
- 2019 : If Not Now, When? de Tamara Bass et Meagan Good : Michael
- 2019 : Miss Virginia (film) (en) de R.J. Daniel Hanna : James
- 2020 : Société secrète de la royauté de Anna Mastro : Prince Tuma
- 2021 : The Fallout de Megan Park : Quinton Hasland
- 2023 : We Have a Ghost de Christopher Landon : Fulton Presley

### Télévision
- 2011 : Tyler Perry's House of Payne (en) : Tommy Brooks
- 2013 : American Wives : Deuce
- 2015 : New York, unité spéciale : Keon Williams
- 2016 : Unbreakable Kimmy Schmidt : Tyler
- 2016 : Best Friends Whenever : Elliott
- 2016 : Mistresses : Noel
- 2016-2022 : This Is Us : Randall Pearson adolescent
- 2019 : Drunk History : Michael Patrick
- 2019 : Atypical : Sam G
- 2020 : Social Distance : Lee Graham
- 2021 : Mixed-ish : Jay
- 2025 : Pour toujours : Darius